# Admiral-Hipper-Klasse
Die Admiral-Hipper-Klasse war eine Klasse von fünf Schweren Kreuzern der deutschen Kriegsmarine, von denen nur drei fertiggestellt wurden. Das vierte Schiff mit dem Taufnamen Seydlitz sollte in einen Flugzeugträger umgebaut werden, wurde jedoch nicht fertiggestellt. Das fünfte und letzte Schiff Lützow wurde 1940 halbfertig an die Sowjetunion verkauft, dort jedoch nicht fertiggestellt.
Die Klasse wurde nach dem Schweren Kreuzer Admiral Hipper benannt, der eigentlich das zweite Schiff der Klasse war. Nachdem es beim ersten Schiff, der Blücher, Verzögerungen gegeben hatte, wurde die Admiral Hipper früher fertiggestellt und nach alter Marinetradition Namensgeber der Klasse.

## Geschichte
Der von Deutschland am 28. Juni 1919 unterzeichnete Vertrag von Versailles schränkte die Größe und Anzahl der für Deutschland zugelassenen Kriegsschiffe stark ein. Es wurde auf sechs alte Einheitslinienschiffe, sechs leichte Kreuzer und 24 kleinere Schiffe beschränkt. Das vom Reichstag am 21. März 1921 verabschiedete Wehrgesetz sah vor, dass weitere zwei Einheitslinienschiffe und zwei leichte Kreuzer in Reserve gehalten werden konnten. Die Bedingungen von Versailles sahen jedoch vor, dass diese Schiffe erst ersetzt werden durften, wenn sie mindestens 20 Jahre alt waren. Als 1935 der deutsch-britische Flottenvertrag unterzeichnet wurde, wurden alle Beschränkungen hinsichtlich der Anzahl der einzelnen Kriegsschifftypen aufgehoben.
Im März 1934 fand beim Chef der Marineleitung Erich Raeder u. a. eine Besprechung über die im Schiffbauersatzplan vorgesehenen Kreuzer statt. Bis dahin hatten die Marinen der USA, Japan und Großbritannien neben schweren Kreuzern mit 20,3 cm Geschützen auch leichte Kreuzer mit einer Verdrängung von 7.000 t und 15, 5 cm Kanonen gebaut. Mit dem Bau der New Orleans Klasse überschritten die USA die festgelegte Verdrängung von 10.000 für leichte Kreuzer. Um mit den anderen Seemächten gleichzuziehen, entschied sich die Marineleitung zum Bau von Kreuzern mit einer Verdrängung von 10.000 t und 20,3 cm Geschützen. Die Schiffe sollten dem des französischen schweren Kreuzers Algérie gleichwertig sein und eine höhere Geschwindigkeit als die Schiffe der Dunkerque-Klasse aufweisen.
Am 8. Juni 1936 entschied Raeder, zwei weitere 10.000-Tonnen-Kreuzer bauen zu lassen; die Kreuzer K und L, die spätere Seydlitz und die Lützow. Als Hauptbewaffnung waren 15-cm-Geschütze in vier Drillingstürmen vorgesehen, was die Schiffe zu Leichten Kreuzern machte. Wenige Wochen später befahl Hitler, die neuen Kreuzer als Schwere Kreuzer auszuführen. Der Barbettendurchmesser der Geschütztürme hatte keinen nennenswerten Unterschied, auch das Gewicht war vergleichbar. Da man sich bei dem Entwurf ohnehin bereits stark an der Prinz Eugen orientiert hatte, wurden die Seydlitz am 29. Dezember 1936 und die Lützow im Februar 1937 schließlich als vierte und fünfte Einheit der Admiral-Hipper-Klasse auf Kiel gelegt.

## Technik

### Schiffsmaße
Die Schiffe der Admiral Hipper Klasse hatten eine Gesamtlänge von 202, 8 (Admiral Hipper, Blücher) bis 207, 7 m (Prinz Eugen, Seydlitz, Lützow) und eine Kielwasserlinie von 194,2 beziehungsweise 199, 5 m. Nach dem Einbau eines Klipperbugs erhöhte sich ihre Gesamtlänge auf 205 m für die Admiral Hipper und Blücher und auf 212 für die Prinz Eugen, Seydlitz und Lützow. Die Schiffe hatten eine Breite von 21,3 – 21,9 m und einen Tiefgang von 5,80 m bis 7,90. Die Verdrängung lag zwischen 14475 und 19347 t.

### Antrieb
Die Schiffe waren mit 3 Dampfturbinensätzen ausgestattet, die jeweils eine Welle antrieben und mit einer Gesamtleistung von 132.000 PS (rund 97 MW) bei einer Propellerdrehzahl von 320/min ausgelegt waren, mit der sie eine Höchstgeschwindigkeit von 32 Knoten (59 km/h) erreichen sollten. Die fertiggestellten Schiffe dieser Klasse konnten höhere Fahrgeschwindigkeiten von 32,2, 32,6 bzw. 32,8 Knoten (knapp 61 km/h) erreichen. Die Maschinen der Admiral Hipper und der Blücher wurden von Blohm & Voss gebaut, die Turbinen der Prinz Eugen von der Germaniawerft, die Turbinen der Seydlitz und der Lützow wurden von der Deschimag hergestellt. Jeder Turbinensatz bestand aus einer Hochdruckturbine mit 5.280/min, einer Niederdruckturbine und einer Mitteldruckturbine mit je 3.150/min sowie einer Marschturbine. Der Dampf wurde von 12 La Mont- (Admiral Hipper, Prinz Eugen), 12 Wagner- (Blücher) bzw. 9 Wagner- (Seydlitz, Lützow) Wasserrohrkesseln mit einem Arbeitsdruck von 58 bis maximal 92 bar und einer Temperatur von 450 °C geliefert. Die Schiffe konnten maximal 4.250 t Heizöl mitführen, was ihnen bei 19 Knoten (35 km/h) eine theoretische Reichweite von 7.850 Seemeilen (14.538 km) ermöglichte. Die Besatzung der Schiffe bestand aus 1600 Offizieren und Mannschaft.

### Bewaffnung

#### Hauptbewaffnung
Die Hauptbewaffnung bestand aus acht 20,3-cm-Schnelladekanonen C/34 in vier Doppeltürmen Drh.L C/34 (Abkürzung für: Drehhauben-Lafette Construktion(sjahr) 1934). Die Türme befanden sich vor und hinter den Aufbauten mit den Bezeichnungen A, B, C und D von vorn nach achtern. Die 12 m langen Geschütze hatten einen Seitenrichtbereich von −145 bis +145 Grad. Die Kanonen selbst wogen 20,7 t und hatten bei einer maximalen Elevation von 37° und einer Mündungsgeschwindigkeit von 925 m/s eine Reichweite von 33.540 m. Sie verschossen 122 kg schwere Granaten mit einer Kadenz von ca. 2,5 Schuss pro Minute. Die seitliche Ausrichtung sowie Erhöhung und Absenkung der Rohre erfolgte mit einer Geschwindigkeit von 8 Grad pro Sekunde.

#### Sekundärbewaffnung
Die Sekundärbewaffnung bestand aus zwölf 10,5 cm SK C/33 Kanonen in dreiachsig stabilisierten Doppellafetten vom Typ C/31. Jeweils 3 an Back und Steuerbord neben den Aufbauten. Die Kanonen hatten bei einer Elevation von 80° und einer Mündungsgeschwindigkeit von 900 m/s eine Dienstgipfelhöhe von 12.500 m. Gegen Bodenziele hatten die Geschütze eine maximale Reichweite von 17.700 m. Es wurde Festmunition verschossen, wobei die Ausrüstung aus hochexplosiven Granaten, hochexplosiven Brandgranaten und Leuchtmunition bestand. Die beiden Hochexplosivegeschosse wogen 5,1 kg bzw. 15,8 kg und waren beide mit Aufschlagzünder und mit oder ohne Leuchtspur versehen. Die Leuchtgranate wog 14,7 kg und hatte eine Mündungsgeschwindigkeit von 650 m/s. Die 8,8-cm-Dopp-LC/31-Lafette hatte separate Wiegen und wurde über ein elektrisch angetriebenes Hydraulikgetriebe ausgerichtet.
Die leichte Flak umfasste zwölf 3,7-cm-Geschütze in ebenfalls dreiachsig stabilisierten Doppellafetten sowie acht 2-cm-Geschütze in handgerichteten Einzellafette. Die 3,7-cm-Flak war in separaten Wiegen auf Dopp LC/30-Lafetten gelagert und wurde von Hand ausgerichtet. Die Lafetten waren um 360 Grad drehbar die Elevation betrug +85° bis −9° und das Gesamtgewicht 3,6 Tonnen. Die Kanonen hatten bei einer Mündungsgeschwindigkeit von 1000 m/s eine Dienstgipfelhöhe von 6.800 m. Gegen Bodenziele betrug die Reichweite maximal 8.500 m. Die etwa 700 g schweren Projektile wurden mit einer Kadenz vorn 30 Schuss pro Minute abgefeuert.
Zusätzlich waren die Schiffe mit zwölf Torpedorohren für G7a-Torpedos ausgestattet. Sie waren in vier Dreifach-Werfern montiert, zwei auf jeder Breitseite. Der G7a-Torpedo wog 1,5 Tonnen und trug einen 280 kg schweren Sprengkopf aus TNT. Er verfügte über drei Geschwindigkeitsstufen für 12.500 m bei 30 kn (56 km/h), 7.500 m bei 40 kn (74 km/h) und 5.000 m bei 44 kn (81 km/h). Der 340 PS (250 kW) starke Sternmotor wurde während des Krieges verbessert, wodurch sich die Reichweiten auf 14.000 m, 8.000 m bzw. 6.000 m erhöhten.

### Feuerleitsystem
Die Geschütztürme wurden entweder direkt über die teleskopischen Zielvorrichtungen ausgerichtet, indirekt mit einem Höhenmesser, der Daten vom Feuerleitstand anzeigte, oder ferngesteuert über das Seitenvorzündewerk (SVZW), ein zentral gesteuertes Instrument für Zielrichtung und Feuerauslösung. Ein Geschützturm hatte eine Besatzung von 72 Mann, darunter:
- ein Turmkapitän,
- ein Geschützkapitän,
- Bedienpersonal für Aufzüge, Verschlüsse, Ladesysteme, Zielgeräte und die Befehlsübermittlung,
- sowie zusätzlich Geschützmechaniker und Munitionsarbeiter.
- Die Türme „B“ und „C“ hatten zusätzlich Entfernungsmesser-Bediener sowie einen Offizier als Gruppenkommandanten für die Türme.

Die schweren Geschütze standen unter dem Kommando des Ersten Artillerieoffiziers (IAO), dessen Gefechtsstation sich im vorderen Mast befand. Im Notfall übernahm der Dritte Artillerieoffizier (IIIAO) die Kontrolle vom hinteren Feuerleitstand aus oder der Vierte Artillerieoffizier (VAO) vom vorderen Feuerleitstand. Daten von den 7-Meter-Entfernungsmessern und anderen Instrumenten, sowie Faktoren wie Wind, Seegang, Stampfen und Rollen des Schiffs, Drall der Granate und die Durchgangszeit der Granate durch das Rohr wurden zu Rechenstationen weitergeleitet. Die berechneten Werte wurden kontinuierlich an das SVZW übermittelt, um die Geschütze präzise auszurichten.
Von allen Flugabwehrwaffen an Bord wurden nur die 10,5-cm-Geschütze zentral kontrolliert. Die 10,5-cm-Flak war in vier Batterien unterteilt, die dem Zweiten Artillerieoffizier (ILAO) im Haupt-Flak-Feuerleitstand unterstanden. An jedem Geschütz dienten mindestens zehn Mann. Die Feuerleitausrüstung war auf allen drei fertiggestellten Schiffen der Klasse ähnlich, obwohl im Laufe des Krieges mehrere Modifikationen, insbesondere an den Radarsystemen, vorgenommen wurden. Hauptmerkmale waren vier 7-Meter-Entfernungsmesser, je einer im vorderen Mast, im hinteren Feuerleitstand sowie in den Türmen „B“ und „C“ sowie ein 6-Meter-Entfernungsmesser im vorderen Feuerleitstand. Vier stabilisierte Leitstände, ausgestattet mit einem 4-Meter-Entfernungsmesser, waren jeweils paarweise an beiden Seiten der Aufbauten installiert. Das Flak-Feuerleitsystem der Admiral Hipper und Blücher entsprach dem älteren Typ SL 6, während die Prinz Eugen mit dem moderneren SL 8 ausgestattet war, das kleinere Gyroskope besaß. Die Zielvorrichtungen, Recheninstrumente, Neigungsanzeiger, Richtungsanzeiger usw. der Blücher und Admiral Hipper trugen die Bezeichnung C 35 (nach dem Baujahr), während die Prinz Eugen mit der fortschrittlicheren Version C 38 ausgestattet war.
Für drei Bordflugzeuge gab es entsprechende Flugeinrichtungen, also Katapulte, Krananlagen und eine Flugzeughalle (bei Blücher und Admiral Hipper für ein Flugzeug, ansonsten für zwei Flugzeuge) – ein Flugzeug befand sich generell permanent in Bereitschaft auf dem Katapult.

### Panzerung
Die Schiffe der Admiral Hipper-Klasse hatte einen Panzergürtel aus Krupp-Zementstahl. Der Gürtel hatte eine Breite von 5,5 m und erstreckte sich über annähernd die gesamte Länge des Schiffes. Mittschiffs war er 80 mm und verjüngte sich an seinen Enden auf 40 mm. Zusammen mit 70 mm Querschotten vorn und achtern bildete er die gepanzerte Zitadelle. Der horizontale Schutz erfolgte durch 12 mm bis 30 mm gepanzerte Oberdeck, und das 20 mm bis 50 mm gepanzerte Zwischendeck. Die Deckspanzerung bedeckte den sogenannten Zitadellenbereich, von den hinteren Hauptgeschütztürmen über dem Maschinenraum bis zu den vorderen Hauptgeschütztürmen. Der vordere Kommandoturm war mit 50 – 150 mm und der achtere Kommandoturm mit 20 – 30 mm geschützt. Die Entfernungsmesser waren jeweils mit 20 mm und die Flak-Leitstände mit 17 mm Panzerung versehen. Die Hauptgeschütztürme hatten vorne eine Panzerung von 160 mm, seitlich 70 mm, und die Rückwände der Türme „A“ und „D“ waren 90 mm stark, während die Rückwände der Türme „B“ und „C“ eine Stärke von 60 mm aufwiesen. Die geneigte Deckenpanzerung betrug 105 mm, die horizontale Deckenpanzerung 70 mm, und die Barbetten hatten eine Stärke von 80 mm. Die schweren Flaklafetten waren mit Schutzplatten von bis zu 10 mm Dicke ausgestattet.

### Steuerung und Elektrizität
Das Einzelruder wurde elektrisch angetrieben, konnte aber im Notfall auch manuell bedient werden. Bei hoher Geschwindigkeit konnte das Ruder innerhalb von 15 Sekunden von der entgegengesetzten Seite aus voll umgelegt werden. Der größte Blattwinkel betrug 40 Grad, der bei Handsteuerung auf 15 Grad bei 10 Knoten begrenzt war. Die Admiral Hipper und die Blücher waren mit drei Stromerzeugern ausgestattet, die jeweils aus vier Dieselgeneratoren und sechs Turbogeneratoren bestanden. Die Dieselgeneratoren lieferten jeweils 150 kW, vier der sechs Turbogeneratoren lieferten 460 kW und das letzte Paar lieferte 230 kW. Die gesamte elektrische Leistung der Anlage betrug 2900 kW. Die Prinz Eugen, die Seydlitz und die Lützow waren mit drei 150-kW-Dieselgeneratoren, vier 460-kW-Turbogeneratoren, einem 230-kW-Turbogenerator und einem 150-kW-Wechselstromgenerator ausgestattet, was eine Gesamtleistung von 2870 kW ergab. Die elektrischen Anlagen aller fünf Schiffe wurden mit 220 Volt betrieben.

## Schiffe der Klasse

### Admiral Hipper
- Werft: Blohm & Voss, Hamburg
- Kiellegung: 6. Juli 1935
- Stapellauf: 6. Februar 1937
- Indienststellung: 29. April 1939
- Einsätze: Unternehmen Weserübung, Unternehmen Juno, Patrouillen im Atlantik, Minenoperation in der Barentssee, Unternehmen Regenbogen, Evakuierung der Ostfront
- Erfolge: Glowworm, Achates, Minensucher Bramble, U-Boot-Jäger Juniper und acht Handelsschiffe versenkt, Berwick und zwei Handelsschiffe beschädigt, ein Handelsschiff als Prise.
- Schicksal: Am 3. Mai 1945 im Dock der Deutschen Werke Kiel gesprengt. Das Wrack wurde später in der Heikendorfer Bucht abgewrackt.[17]

### Blücher
- Werft: Deutsche Werke Kiel (DWK)
- Kiellegung: 15. August 1935
- Stapellauf: 8. Juni 1937
- Indienststellung: 20. September 1939
- Einsätze: Unternehmen Weserübung
- Erfolge: keine
- Schicksal: Am 9. April 1940 im Oslofjord vor der Festung Oscarsborg durch Torpedo- und Artillerietreffer versenkt.[17]

### Prinz Eugen
- Werft: F. Krupp Germaniawerft, Kiel
- Kiellegung: 23. April 1936
- Stapellauf: 22. August 1938
- Indienststellung: 1. August 1940
- Einsätze: Begleitung des Schlachtschiffes Bismarck beim Unternehmen Rheinübung, Unternehmen Cerberus, Evakuierung der Ostfront
- Erfolge: Treffer auf Hood und Prince of Wales erzielt.
- Schicksal: Die Prinz Eugen wurde am 7. Mai 1945 an die Alliierten übergeben und erhielt in der US Navy die Kennung IX-300. Nach seiner Verwendung bei den Atombombentests der Operation Crossroads im Bikini-Atoll wurde das Schiff im August 1946 zum Kwajalein-Atoll geschleppt, wo es am 22. Dezember 1946 kenterte.[18] Das Wrack liegt im seichten Wasser etwa 250 Meter vom Strand entfernt auf Position 8° 45′ 9,9″ N, 167° 40′ 59,2″ O.

### Seydlitz
- Werft: AG „Weser“ (Deschimag), Bremen
- Kiellegung: 29. Dezember 1936
- Stapellauf: 19. Januar 1939
- Indienststellung: nie
- Einsätze: keine, da 1942 Umbau zum Flugzeugträger
- Erfolge: keine
- Schicksal: im Januar 1943 wurde der Umbau abgebrochen und das unfertige Schiff am 10. April 1945 in Königsberg versenkt.[17]

### Lützow
- Werft: AG „Weser“ (Deschimag), Bremen
- Kiellegung: 8. Februar 1937
- Stapellauf: 1. Juli 1939
- Indienststellung: nie
- Einsätze: keine
- Erfolge: keine
- Schicksal: Schiff wurde nur teilweise fertiggestellt und im Mai 1940 an die Sowjetunion verkauft, umbenannt in Petropawlowsk, später Tallinn. Es wurde nie ganz fertiggestellt, nahm aber an den Kämpfen zur Verteidigung und Befreiung Leningrads teil. Nach dem Krieg diente es als Wohnhulk und wurde 1960 abgewrackt.[17]